# Jeffrey Read
Jeffrey („Jeff“) Read (* 1. Oktober 1997 in Calgary, Alberta) ist ein kanadischer Skirennläufer. Er startet vor allem in den schnellen Disziplinen. Sein Vater Ken Read und sein älterer Bruder Erik Read waren bzw. sind ebenfalls Skirennläufer.

## Biografie
Jeffrey Read kam als Sohn des ehemaligen „Crazy Canuck“ und Kitzbühel-Siegers Ken Read in Calgary zur Welt. Wie sein älterer Bruder Erik startet er für die Banff Apine Racers, konzentriert sich im Gegensatz zu diesem aber auf die schnellen Disziplinen.

### Jugend und Nor-Am Cup
Im Alter von 16 Jahren bestritt Read in Panorama seine ersten FIS-Rennen, im Februar 2014 gewann er im Slalom seinen ersten nationalen Jugendmeistertitel. In folgenden Dezember stieg er in den Nor-Am Cup ein und belegte bei seinem Debüt in der Abfahrt von Lake Louise Rang 24. Bei den Juniorenweltmeisterschaften in Hafjell klassierte er sich auf den Rängen 36 und 46 in Kombination und Super-G, in den restlichen drei Disziplinen schied er aus. Ein Jahr später konnte er sich in Sotschi lediglich in der Abfahrt und im Riesenslalom unter den besten 30 platzieren. Im Winter 2016/17 verbesserten sich seine Ergebnisse deutlich. Im Nor-Am Cup fuhr er regelmäßig in verschiedenen Disziplinen unter die besten zehn, bei den Juniorenweltmeisterschaften in Åre erzielte er mit Rang sieben im Super-G sein vorläufig bestes Resultat. Im Mannschaftswettbewerb gewann er gemeinsam mit James Crawford, Stefanie Fleckenstein und Ali Nullmeyer die Goldmedaille.
Ende November 2017 konnte Read im Slalom von Copper Mountain seinen ersten Nor-Am-Sieg feiern. Mit zwei weiteren Siegen in Super-G und Abfahrt belegte er am Ende der Saison Gesamtrang vier. Auch in den beiden folgenden Wintern gehörte er kontinentalen Spitze und belegte als bester Kanadier jeweils zweite Gesamtränge. In der Saison 2018/19 entschied er die Kombinationswertung für sich, ein Jahr später war er in der Abfahrtswertung erfolgreich.

### Weltcup und Großereignisse
Jeffrey Read gab am 12. Januar 2018 in der Kombination auf dem Lauberhorn sein Weltcup-Debüt, schied aber bereits in der Abfahrt aus. Danach startete er nur vereinzelt im Weltcup. Am Ende der Saison gewann er im Rahmen der kanadischen Meisterschaften im Slalom die Silbermedaille, wobei er sich nur seinem Bruder Erik geschlagen geben musste. Im Februar 2019 nahm er an den Weltmeisterschaften in Åre teil und belegte die Ränge 29 und 41 in Kombination und Abfahrt. Bei den nationalen Meisterschaften gewann er – in Abwesenheit seines Bruders – den Slalomtitel und holte in Super-G und Riesenslalom jeweils Silber.
2019/20 startete Read in den schnellen Disziplinen vermehrt im Weltcup und scheiterte einige Male nur knapp an den für einen Punktegewinn nötigen Top 30. Seine erste Platzierung in den Punkterängen gelang ihm im Dezember 2020 mit Rang 26 in der Abfahrt von Val-d’Isère. Erstmals unter die Top 10 stieß er am 5. März 2022 vor, als er in der Abfahrt von Kvitfjell den siebten Platz belegte. Bei den Weltmeisterschaften 2023 in Méribel gewann er an der Seite von Valérie Grenier, Bruder Erik und Britt Richardson die Bronzemedaille im Mannschaftswettbewerb. Ein Jahr später belegte er als Zweiter im Super-G von Kvitfjell erstmals einen Weltcup-Podestplatz.

## Erfolge

### Weltmeisterschaften
- Åre 2019: 29. Alpine Kombination, 41. Abfahrt
- Cortina d’Ampezzo 2021: 18. Super-G, 22. Alpine Kombination, 26. Abfahrt
- Courchevel/Méribel 2023: 3. Mannschaftswettbewerb, 11. Super-G, 30. Abfahrt
- Saalbach-Hinterglemm 2025: 10. Super-G, 29. Abfahrt

### Weltcup
- 7 Platzierungen unter den besten zehn, davon 1 Podestplatz

### Weltcupwertungen
| Saison  | Gesamt | Gesamt | Abfahrt | Abfahrt | Super-G | Super-G |
| Saison  | Platz  | Punkte | Platz   | Punkte  | Platz   | Punkte  |
| ------- | ------ | ------ | ------- | ------- | ------- | ------- |
| 2020/21 | 102.   | 38     | 44.     | 13      | 40.     | 25      |
| 2021/22 | 96.    | 45     | 36.     | 43      | 50.     | 2       |
| 2022/23 | 50.    | 153    | 45.     | 19      | 17.     | 134     |
| 2023/24 | 35.    | 239    | 35.     | 52      | 10.     | 187     |

### Nor-Am Cup
- Saison 2017/18: 4. Gesamtwertung, 2. Abfahrtswertung, 4. Super-G-Wertung, 10. Slalomwertung
- Saison 2018/19: 2. Gesamtwertung, 1. Kombinationswertung, 2. Super-G-Wertung, 8. Abfahrtswertung, 18. Riesenslalomwertung, 18. Slalomwertung
- Saison 2019/20: 2. Gesamtwertung, 1. Abfahrtswertung, 2. Kombinationswertung, 5. Slalomwertung, 7. Super-G-Wertung, 12. Riesenslalomwertung
- Saison 2021/22: 6. Abfahrtswertung
- 18 Podestplätze, davon 11 Siege:

| Datum             | Ort             | Land   | Disziplin      |
| ----------------- | --------------- | ------ | -------------- |
| 21. November 2017 | Copper Mountain | USA    | Slalom         |
| 11. Dezember 2017 | Panorama        | Kanada | Super-G        |
| 1. März 2018      | Copper Mountain | USA    | Abfahrt        |
| 10. Dezember 2018 | Panorama        | Kanada | Kombination    |
| 11. Dezember 2019 | Lake Louise     | Kanada | Abfahrt        |
| 16. Dezember 2019 | Nakiska         | Kanada | Kombination    |
| 16. Dezember 2019 | Nakiska         | Kanada | Super-G        |
| 19. Dezember 2019 | Nakiska         | Kanada | Slalom         |
| 7. Februar 2020   | Mont Édouard    | Kanada | Parallelslalom |
| 8. Dezember 2021  | Lake Louise     | Kanada | Abfahrt        |
| 9. Dezember 2021  | Lake Louise     | Kanada | Abfahrt        |

### Europacup
- Saison 2021/22: 6. Abfahrtswertung
- 3 Podestplätze, davon 1 Sieg:

| Datum           | Ort                  | Land       | Disziplin |
| --------------- | -------------------- | ---------- | --------- |
| 26. Januar 2022 | Saalbach-Hinterglemm | Österreich | Abfahrt   |

### Juniorenweltmeisterschaften
- Hafjell 2015: 36. Kombination, 46. Super-G
- Sotschi 2016: 28. Abfahrt, 28. Riesenslalom, 44. Super-G
- Åre 2017: 1. Mannschaftswettbewerb, 11. Super-G, 12. Abfahrt, 13. Kombination
- Davos 2018: 6. Abfahrt, 17. Kombination, 18. Riesenslalom

### Weitere Erfolge
- Kanadischer Meister im Slalom 2019
- 3 kanadische Vizemeistertitel (Slalom 2018, Super-G und Riesenslalom 2019)
- Kanadischer Jugendmeister im Slalom 2014
- 8 Siege in FIS-Rennen